# Штимовање кларинета
Штимовање је усаглашавање тонске висине музичких инструмената према основном или камерном тону. 
Данас постоје различите врсте дигиталних штимера који омогућују најтачније штимовање инструмената. 
Многи дигитални штимери имају уграђен и микрофон и улаз за кабл и опцију за снижење штима од пола тона, прегледан екран итд.

## Подела инструмената према штимовању
Штимовање музичких инструмената може бити:
1. Фиксирано - инструмент је извођачу већ наштимован и он не треба да га штимује. То је случај код клавира, металофона, звона.
2. Слободно - извођач мора да штимује инструмент. То је случај код дувачких, гудачких и неких ударачких инструмената.

## Штимовање дувачких инструмената
Пре сваког свирања уз неки инструмент или са оркестром, или свирања у оркестру, потребно је усагласити интонацију. То се назива штимовање.
На дувачким инструментима штимовање се врши извлачењем или увлачењем за то предвиђеног дела инструмента (цев, буренце, језичак).

## Штимовање кларинета
Угрејан, усвиран кларинет штимује се према камерном тону, камертону или нормалном а. Године 1939. потписан је међународни споразум којим је договорено да камерни тон а1 = 440 Hz постане званична стандардна висина за штимовање.
Поступак у пракси:
Клавир (који прати кларинетисту) одсвира камерни тон а1, кларинетиста одсвира истозвучно, писано ха1.
- Ако је потребно спустити интонацију кларинета – извлачи се буренце.
- Ако је потребно подићи интонацију – увлачи се буренце (види слику десно).

Пошто је у хладним просторијама кларинет хладан, његова интонација је ниска и потребно је да се повиси увлачењем буренцета.
Обрнуто, у топлим просторијама кларинет је топао, његова интонација је висока и потребно је да се снизи извлачењем буренцета.